# Banjareja (Puring)
Banjareja is een bestuurslaag in het regentschap Kebumen van de provincie Midden-Java, Indonesië. Banjareja telt 3624 inwoners (volkstelling 2010).